# Kisvránovina
Kisvránovina (horvátul: Mala Vranovina) falu Horvátországban, Sziszek-Monoszló megyében. Közigazgatásilag Topuszkához tartozik.

## Fekvése
Sziszektől légvonalban 36, közúton 46 km-re délnyugatra, községközpontjától légvonalban 3, közúton 12 km-re délkeletre, az úgynevezett Báni-végvidéken, a Glina folyó jobb partján levő dombok között szétszórtan  fekszik.

## Története
Területe a 11. század végétől magyar-horvát királyok uralma alatt volt. A 13. század elején a közeli Topuszkán II. András magyar király cisztercita apátságot alapított. A 16. században ezt a vidéket is egyre többször érték török támadások, majd 1556-ban az Oszmán Birodalom több évszázadra megszállta a területét. A vidék az 1593 és 1699 között dúlt török háborúkban teljesen elpusztult. A karlócai békével ez a terület is felszabadult a török megszállás alól, majd a Katonai határőrvidék része lett. A 17. század végétől a hódoltság területéről menekült pravoszláv szerb lakosság települt ide.
A katonai közigazgatás 1881-ig tartott. Ezután Zágráb vármegye Vrginmosti járásának része volt. A településnek 1857-ben 280, 1910-ben 323 lakosa volt. 1918-ban a Szerb-Horvát-Szlovén Királyság, majd 1929-ben Jugoszlávia része lett. A lakosság  szerb nemzetiségű volt. 1941 és 1945 között a falu a Független Horvát Állam része volt. lakói közül 69-en csatlakoztak a horvát katonaság és az usztasák ellen harcoló partizánokhoz, akik közül 16-an estek el a harcokban. 37 lakosa az usztasák megtorlásainak, 20-an pedig a tífusznak estek áldozatul. A délszláv háború idején 1991 szeptemberében lakossága a szerb csapatokat támogatta. A horvát hadsereg a Vihar hadművelet keretében 1995. augusztus 7-én foglalta vissza települést. Szerb lakossága elmenekült, házaikat lerombolták. A településnek 2011-ben mindössze egy állandó lakosa volt.

## Lakosság
| Lakosság változása | Lakosság változása | Lakosság változása | Lakosság változása | Lakosság változása | Lakosság változása | Lakosság változása | Lakosság változása | Lakosság változása | Lakosság változása | Lakosság változása | Lakosság változása | Lakosság változása | Lakosság változása | Lakosság változása | Lakosság változása |
| ------------------ | ------------------ | ------------------ | ------------------ | ------------------ | ------------------ | ------------------ | ------------------ | ------------------ | ------------------ | ------------------ | ------------------ | ------------------ | ------------------ | ------------------ | ------------------ |
| 1857               | 1869               | 1880               | 1890               | 1900               | 1910               | 1921               | 1931               | 1948               | 1953               | 1961               | 1971               | 1981               | 1991               | 2001               | 2011               |
| 280                | 329                | 281                | 286                | 275                | 323                | 308                | 330                | 276                | 272                | 220                | 182                | 122                | 73                 | 3                  | 1                  |

## Nevezetességei
A második világháborúban elesett partizánok emlékműve.